# ჳ
Das Wie (ჳ) war ein Buchstabe des georgischen Alphabets, der heute nicht mehr verwendet wird. Der Buchstabe stellte den Laut [wi] dar.
Im Mchedruli-Alphabet wurde nur noch das ჳ verwendet. Im historischen Chutsuri-Alphabet gab es noch den Großbuchstaben Ⴣ; das kleingeschriebene Pendant dazu war das ⴣ.
Es war dem Zahlenwert 400 zugeordnet.

## Zeichenkodierung
Das Wie ist in Unicode an den Codepunkten U+10F3 (Mchedruli) bzw. U+10C3 (Chutsuri-Großbuchstabe) und U+2D23 (Chutsuri-Kleinbuchstabe) zu finden.